# Glee: The Music, The Graduation Album
Glee: The Music, The Graduation Album è un album di colonna sonora pubblicato dal cast della serie TV musicale statunitense Glee, pubblicato nel maggio 2012.

## Tracce
Accanto ai titoli sono riportati gli interpreti originali.
1. fun. feat. Janelle Monáe – We Are Young – 4:09
2. Lady Gaga – The Edge of Glory – 4:22
3. Jason Mraz – I Won't Give Up – 4:01
4. Queen – We Are the Champions – 3:12
5. Alice Cooper – School's Out – 3:22
6. Beyoncé – I Was Here – 3:58
7. Madonna – I'll Remember – 4:13
8. New Radicals – You Get What You Give – 4:45
9. The So Manys – Not the End – 3:29
10. Room for Two – Roots Before Branches – 4:20
11. Bruce Springsteen – Glory Days – 3:32
12. Rod Stewart – Forever Young – 3:54
13. Green Day – Good Riddance (Time of Your Life) – 2:31

## Formazione
- Dianna Agron
- Chris Colfer
- Darren Criss
- Lea Michele
- Cory Monteith
- Matthew Morrison
- Chord Overstreet
- Amber Riley
- Naya Rivera
- Mark Salling
- Jenna Ushkowitz